# Bauhaus (Schriftart)
Bauhaus ist eine zwischen 1925 und 1927 von Herbert Bayer erstellte Schrift, die vorwiegend vom Bauhaus Dessau für hauseigene Schilder, Buchumschläge und Veröffentlichungen verwendet wurde.
„Mit ihren nicht geschlossenen Buchstabenformen, ihrer Anlehnung an den gestalterischen Geist des Art déco und ihrer insgesamt sachlich-modernen Anmutung findet die heute verfügbare Bauhaus vornehmlich als Zier- und Auszeichnungsschrift Verwendung“.
Die ITC Bauhaus wurde 1974 von Ed Benguiat und Victor Caruso für die International Typeface Corporation entworfen. Die gleichmäßigen Strichstärken und die geometrische Anmutung der Bayer Schrift wurden beibehalten, die ITC-Bauhaus enthält jedoch einen vollständigen Satz an Groß- und Kleinbuchstaben sowie Sonderzeichen.